# Wyldwood
Wyldwood – jednostka osadnicza w Stanach Zjednoczonych, w stanie Teksas, w hrabstwie Bastrop.